# Hasan 'Izz ud-din
Muleege Hassan Maniku o Dhon Bandaarain fue el sultán al-Ghazi al-Hasan ' Izz ud-din Sri Kula Ranmiba Danala Kirti Kattiri Buwana Maha Radun, proclamado rey de la Maldivas en el año 1759. Él fue el primer sultán de la Dinastía Huraa.

## Invasión de Ali Raja en 1763
En la costa de Malabar, Ali Raja Kunhi Amsa II había establecido una flota grande y bien armada de Ketch en el Océano Índico, en sus intentos de conquistar islas que habían resistido al emperador mogol Aurangzeb. La flota de embarque de Lakshadweep y Cannanore llevó a bordo Sepoys y en sus pendones los colores y emblemas de Hyder Ali, capturó las Maldivas y promulgó crueldades contra los musulmanes que habitaban las islas.
Pronto, Ali Raja Kunhi Amsa II regresó a Mysore y su puerto de Bangalore y llegó a Nagar para rendir homenaje a Hyder Ali, quien entró en pánico cuando Ali Raja Kunhi Amsa II le presentó al cegado y desafortunado sultán de las Maldivas Mukkaram Muhammad. Imadu-din III. Hyder Ali ordenó la deposición del demente Ali Raja Kunhi Amsa II del mando de su flota y pidió perdón a Hasan 'Izz ud-din por el ultraje cometido por su almirante culpable. Hyder Ali estaba profundamente afligido por ese evento y después de escoltar respetuosamente y devolver a Hasan 'Izz ud-din a las Maldivas, se retiró de los palacios y buscó consuelo en la sencillez y apenas confió en nadie a quien le había dado poder y autoridad.